# Beaterator
Beaterator — музична гра, розроблена студією Rockstar Leeds у співпраці з Тімбелендом та видана компанією Rockstar Games для портативної ігрової системи PlayStation Portable та цифрового сервісу PlayStation Network восени 2009 року. 7 грудня того ж року вийшла версія для iOS.
Ігровий процес передбачає створення своїх музичних композицій шляхом використання більше тисячі різних звуків та семплів, записаних Timbaland та співробітниками Rockstar. Є кілька режимів — «Live Play», «Studio» і «Song Crafter», різноманітні звукові та візуальні ефекти, а також передбачена інтеграція з сервісом Rockstar Games Social Club, завдяки чому, гравці можуть викласти в мережі свої треки.
Beaterator була заснована на інструменті мікшування музики 2005 року, який створено Rockstar Games за допомогою Adobe Flash, і зазнала удосконалень. Гра була в основному позитивно оцінена журналістами: похвал відзначилася версія для PSP, в якій відзначалося різноманітність функцій, але при цьому високий поріг входження та незручний інтерфейс, тоді як версія для iOS зазнала критики через свою спрощеність.

## Ігровий процес

Знімок екрана з гри, режим «Live Play»

Beaterator заснована на інструменті мікшування музики, створеному за допомогою Adobe Flash та випущеному Rockstar Games у 2005 році в Інтернеті.
Геймплей базується на створенні власних музичних композицій, для чого передбачено понад тисячу звуків та семплів, які записав Timbaland спеціально для Beaterator. Є можливість використовувати різні спецефекти (наприклад, луна та хор), додавати вокал за допомогою мікрофона та багато іншого. Звуки з гри можна витягнути та записати на Memory Stick Duo як MIDI-файли, таким же чином можна і перенести зовнішні MIDI-файли у гру. Закінчений музичний твір можна перенести на Mac або ПК як WAV-файл або експортувати до Rockstar Games Social Club. 31 травня 2014 через відключення серверів GameSpy можливості Rockstar Social Club у грі стали недоступними.
Beaterator містить три режими — «Live Play» (найпростіший варіант створення музики шляхом суміщення та програвання заздалегідь заготовлених звуків та ефектів), «Studio» (використання наявних семплів, ефектів та інші функції для більш детального створення своєї композиції) та «Song Crafter» (найбільш детальне редагування та створення власних звуків та семплів).

## Розробка та вихід гри
Ще у 2005 році Rockstar Games запустила сайт із музичною грою Beaterator, яка була зроблена за допомогою технології Adobe Flash. 14 березня 2007 року анонсувала вдосконалену версію Beaterator для портативної гральної системи PlayStation Portable. Проєкт створювався зусиллями студії Rockstar Leeds та музичного продюсера Тімбеленда, який спеціально для гри записав понад тисячу звуків та семплів. За його словами, він є великим фанатом Rockstar та схвильований тим, що співпрацює з ними. Своєю чергою, засновник та виконавчий продюсер компанії, Сем Хаузер, зазначив, що музика завжди була надзвичайно важливою частиною їхньої роботи, а також він заявив, що для них велика честь працювати разом із Тімбелендом. 13 серпня стало відомо, що Beaterator буде доступна як на UMD, так і в цифровому сервісі PSN. 31 серпня було анонсовано версію гри для iOS; за словами Сема Хаузера, «проста і зрозуміла природа Beaterator відмінно підходить для платформ Apple».
Спочатку Beterator повинна була вийти влітку 2009, однак випуск гри був відкладений до 29 вересня і 2 жовтня того ж року в Північній Америці та Європі відповідно. Щоб відсвяткувати випуск гри, Rockstar Games провела подію в PlayStation Home на станції Listen@Home у північноамериканському Central Plaza 16 жовтня 2009 року. Учасники могли відтворити вибрані треки Beaterator, завантажені користувачами. Версія для iOS була випущена 7 грудня.

## Оцінки та думки
| Агрегатор    | Оцінка | Оцінка  |
| Агрегатор    | iOS    | PSP     |
| ------------ | ------ | ------- |
| GameRankings | 60 %   | 79,86 % |
| Metacritic   |        | 80/100  |

| Видання        | Оцінка | Оцінка |
| Видання        | iOS    | PSP    |
| -------------- | ------ | ------ |
| 1Up.com        |        | A-     |
| AllGame        | [ 17 ] | [ 18 ] |
| Eurogamer      |        | 8/10   |
| GamePro        |        | [ 19 ] |
| GameZone       |        | 8/10   |
| IGN            | 7/10   | 8/10   |
| VideoGamer.com |        | 8/10   |

Beaterator отримала переважно позитивні відгуки від критиків. На сайті Metacritic середня оцінка становить 80 балів зі 100 можливих, а на GameRankings — 79,86 %. Оглядачі позитивно поставилися до можливостей створення своїх музичних композицій, але мінусом називали незручний інтерфейс.
Критик 1UP.com, Джастін Хейуолд, зауважив, що Beaterator хоч і не ідеальна, але «біса добре» за свою ціну, а також істотно відрізняється від інших ігор Rockstar Games, що стало великою несподіванкою: «це зовсім не гра, а повноцінний інструмент для створення музики на PSP». Журналіст Eurogamer, Саймон Паркін, заявив, що хоча можливості гри дещо обмежені для амбітних ідей професійних композиторів, обмеження більше стосуються апаратного, ніж програмного характеру, і загалом Beaterator добре підійде новачкам та аматорам як інструмент для створення музики. Подібну думку залишив Деймон Хетфілд, рецензент IGN, який хоч і покритикував «незграбний» інтерфейс, а також помітив, що не всі представлені семпли хороші, але похвалив можливість створення власних звуків і досить затяжний, хоч і не дуже простий процес використання Beaterator. «Напрочуд багатофункціональний пакет створення музики для вашої PSP» — написав Джон Манді на сайті Pocket Gamer, звернувши увагу, що на створення композицій знадобиться час і зусилля. Неон Келлі (VideoGamer.com) відніс до плюсів наявність Тімбеленду, можливість створення дивовижних треків та докладні посібники, проте зазначив, що Beaterator — це «не зовсім гра». «Якщо ви фанат хіп-хопу або електронної музики і зацікавлені у створенні власних треків, то на Beaterator безперечно варто подивитися» — підсумував jkdmedia, представник GameZone. Неоднозначний відгук залишив Аарон Коен (GamePro): хоча критик похвалив велику кількість семплів та інструментів для створення справді оригінальної музики, можливість ділитися нею з іншими людьми, а також високу якість звуку, але попередив потенційних покупців про заплутаний інтерфейс та високий поріг входження, чого недосвідченим гравцям, незнайомим із процесом створення музики, Beaterator може не підійти. Крістофер Браун (AllGame) оцінив Beaterator у три з половиною зірки з п'яти можливих. Тімбеленд в інтерв'ю Invasion Radio сказав, що для створення кількох треків свого альбому Shock Value II він використав Beaterator, але, за його словами, без особливого задоволення: «О так, я зробив пару штук … Я повинен був».
Версія для iOS була оцінена стриманіше, її середній рейтинг на GameRankings становить 60 %. Хетфілд назвав Beaterator забавною невеликою розвагою, яка дозволяє користувачам змішувати та поєднувати вражаючу колекцію раніше записаних певних циклів, але це, однак, не дає «можливості створення музики для iPhone та iPod Touch», як стверджується видавцем. Подібним чином гру для iOS розкритикував Трейсі Еріксон, оглядач Pocket Gamer: «Без структури та зручного дизайну Beaterator — не стільки гра, скільки музична іграшка, причому не дуже цікава». Негативно Beaterator для iOS оцінив Браун, поставивши їй лише півтори зірки з п'яти.